# 데이비드 로젠
데이비드 M. 로젠(영어: David M. Rosen, 1930년 1월 22일~)은 미국의 사업가로, 일본의 비디오 게임 개발사 세가의 공동창업자이다.

## 생애

### 초기 및 로젠 엔터프라이즈
데이비드 M. 로젠은 1930년 1월 22일 뉴욕주 브루클린에서 출생했다. 1945년부터 1952년까지 미국 공군에서 복무했다. 6.25 전쟁 당시 일본과 극동에서 근무했으며 종전 후에도 해당 지역에서 거주했다.
1954년, 로젠은 유한회사 로젠 엔터프라이즈(Rosen Enterprises, Ltd.)를 창업해 일본의 미술을 미국에 판매하거나 일본 신분증을 위한 사진관을 운영했다. 사진관 이름은 '포토라마 (Photorama)'로 일본 전국에 수백 점 가량을 설치했다. 1957년, 일본 여가시장의 수요에 맞춰 주 사업을 미국에서 유행하던 동전 가동식 오락기계 수입 및 운영으로 변경했다. 이를 위해 로젠은 기존 사진관 지점들과 사업관계를 이용해 오락기계를 설치했다.